# Pisanolistni dren
Pisanolistni dren (znanstveno ime Cornus controversa) je listopadno slojevito razvejeno drevo, ki zrase do 15 metrov. Sodi med okrasne drene. Izvira s Kitajske, Himalaje in Japonske. Poleti zacveti s ploščatimi lati, kasneje obrodi črne plodove. Listje je po robu belo, v jeseni pa močno pordeči, zato je priljubljeno okrasno drevo v zmerno toplem pasu. 

## Kultivarji
Na spletu se, zlasti za seme, pojavlja tudi izraz Bothrocaryum contraversa (Hemsl.) Pojark, a gre za isto vrsto. Cenjen kultivar je Cornus controversa 'Variegate', katerega kremna obroba listov jeseni porumeni. Zraste do 8 metrov. Kultivar je dobil tudi posebno nagrado Kraljevega vrtnarskega društva.

## Zanimivosti
- 1,8 metra veliko sadiko pisanolistnega drena sta ob cerkvi v Tetburyju ob poroki posadila princ William and Catherine, a so drevo novembra 2014 ukradli.[4]